# Grodzisko (Pogórze Wiśnickie)
49°48′41,9″N 20°17′23,8″E/49,811639 20,289944

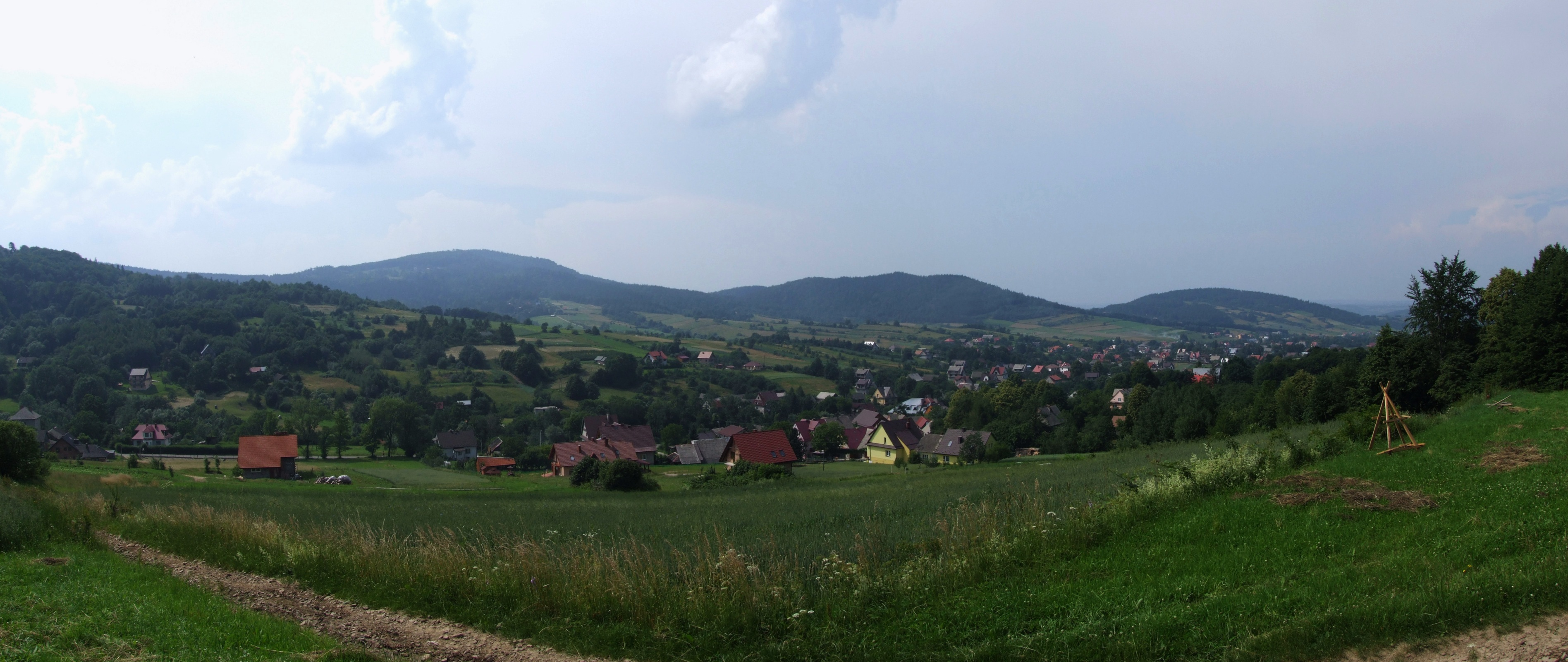
Od lewej: Uklejna, Grodzisko, Krowia Góra. Widok z Poręby

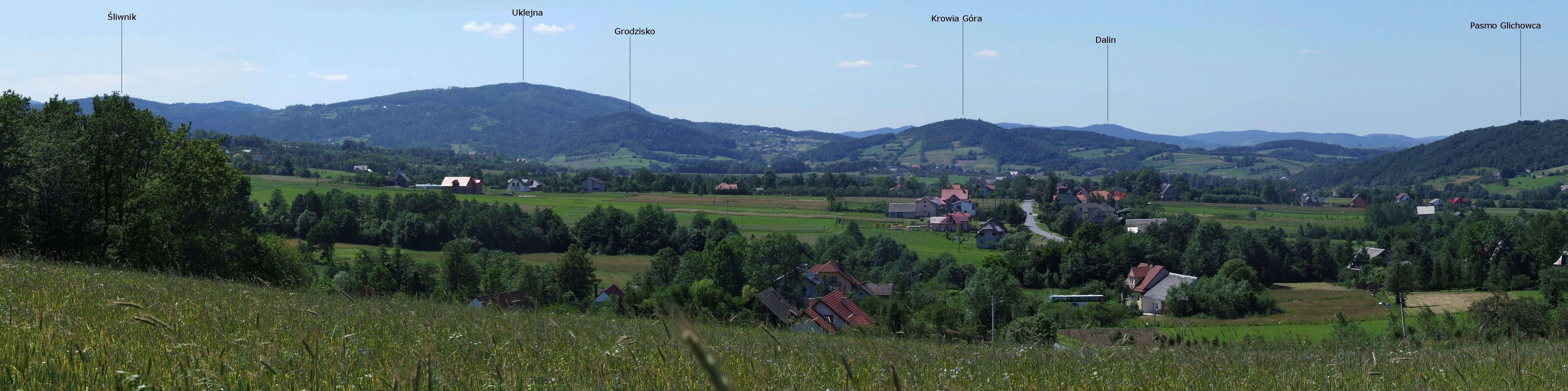
Widok z Zasańskiej Przełęczy

Grodzisko (502 m) – wzniesienie na południowy wschód od Myślenic, położone na zachodnim krańcu Pogórza Wiśnickiego. Ma 2 wierzchołki, obydwa o wysokości 502 m. Znajduje się w bocznym odchodzącym od Uklejnej grzbiecie. Po północno-wschodniej stronie Grodziska znajduje się drugie, niższe wzniesienie zwane Krowią Górą (456 m). Wzniesienia te oddzielone są od siebie Przełęczą Niwka przez którą prowadzi lokalna droga z Trzemeśni.
U północno-zachodnich podnóży Grodziska i pod przełęczą Niwka znajduje się niewielka miejscowość Bulina, po wschodniej i południowej stronie miejscowości Trzemeśnia i Poręba. Wierzchołek i większa część stoków Grodziska jest zalesiona, bezleśna jest jedynie dolna ich część od strony Trzemeśni i Poręby. Dawniej na północno-zachodnich stokach Grodziska wytapiano buły szklane i od tego pochodzi nazwa miejscowości Bulina.
W czasie I wojny światowej Grodzisko było areną walk. Tereny na linii Osieczany – Krowia Góra – Grodzisko zajęły oddziały austriacko-węgierskie. Rankiem 30 listopada wojska rosyjskie szturmowały Krowią Górę, jednak wskutek dużej mgły zalegającej dolinę Trzemeśnianki ich oddziały pogubiły się i musiały zawrócić. Miejscowa ludność nazwała to „cudem nad Rabą”.

## Szlak turystyczny
niebieski: Myślenice – Zarabie – Grodzisko – Krowia Góra – Trupielec – Ostrysz – Glichowiec – Poznachowice Górne. Czas przejścia 2.50 h, 2.30 h